# El Castellet (Espluga de Serra)
El Castellet, o, simplement, Castellet, és un poble que pertany a l'antic terme d'Espluga de Serra, agregat el 1970 al terme municipal de Tremp.
Entre 1812, a ran de l'aplicació de la Constitució de Cadis, i febrer del 1847, el Castellet formà ajuntament, que desaparegué en fixar-se que el nombre de veïns (caps de família) havia de sobrepassar els 30, per mantenir la independència municipal. En aquell moment s'uní a Espluga de Serra, juntament amb Aulàs, Casterner de les Olles, Llastarri, els Masos de Tamúrcia i la Torre de Tamúrcia.
Té l'església de la Mare de Déu de l'Esperança. Aquesta església és sufragània de la parròquia de Santa Maria d'Espluga de Serra. L'església actual, però, no és l'original. Antigament era l'església de Sant Feliu de Castellet, actualment pràcticament desapareguda. Fou convertida en corral, i només en queden vestigis.
A prop, i al sud-est del poble, hi ha les restes del Castellet de la Terreta.

## Etimologia
El nom del poble prové, sense cap mena de dubte, de l'existència d'un petit castell en els seus voltants, possiblement el Castellet de la Terreta. Es tracta d'un topònim plenament romànic, és a dir, ja format a dins del català com a derivat d'una paraula, castell, la qual sí que és d'origen llatí, però.

## Història
La cova anomenada Espluga Llorna del Castellet fou habitada a l'edat del bronze. S'hi han trobat restes arqueològiques.
Castellet apareix en el Fogatge del 1553; hi consten 8 focs (uns 40 habitants). El 1787 consten al Castellet 40 habitants, que es reduïren ja a 25 el 1831, any en què consta, dins del Corregiment de Talarn i sota senyoriu del marquès de Gironella; vers 1900 són esmentats al Castellet 20 edificis, amb 39 habitants. El 1960 tenia 27 habitants, que van baixar a 9 el 1981 i a 6 el 2006.
Pascual Madoz, que publicà el seu Diccionario geográfico... el 1845, descriu el poble del Castellet com una localitat amb ajuntament propi amb un clima fred, cosa que fa que els seus habitants tinguin afeccions catarrales, a més de biliosas a causa de la mala alimentació. Formaven el poble 9 cases reunides, que formen un carrer costerut i mal empedrat, i una altra casa a 200 varas de distància (uns 150 metres). El terreny era trencat, àrid i de mala qualitat. Hi ha molta roca descoberta, cosa que fa que molta terra sigui estèril. L'agricultura s'ha de fer amb alternança de conreu i guaret, atesa la pobresa de la terra. S'hi cul blat, sègol, civada i patates. De bestiar, n'hi ha poc: unes quantes ovelles, cabres, ases i bous, però pocs. Poc bosc, i, per tant, poca llenya per a l'hivern, i alguns arbres fruiters. Hi havia cacera abundant de perdius i conills. Hi havia llops. Conformaven el poble 7 veïns (caps de casa) i 39 ànimes (habitants).